# Ciriza
Ciriza (baskijski: Ziritza) – gmina w Hiszpanii, w Nawarze, o powierzchni 4,36 km². W 2011 roku gmina liczyła 119 mieszkańców.